# Atypena ellioti
Atypena ellioti là một loài nhện trong họ Linyphiidae.
Loài này thuộc chi Atypena. Atypena ellioti được Rudy Jocqué miêu tả năm 1983.